# Amahl és az éjszakai látogatók
Az Amahl és az éjszakai látogatók (eredeti címén Amahl and the Night Visitors) Gian Carlo Menotti tv-operája, a műfaj első darabja a világon. Többi operájához hasonlóan, szövegét maga írta.
Ősbemutatója 1951. december 24-én volt az NBC televízió élő közvetítésében New Yorkból, saját társulata, az NBC Opera Theatre előadásában, a zeneszerző barátjának, Thomas Schippersnek a vezényletével. 1963-ig minden évben élőben adták karácsony táján, akkor felvételt készítettek, amit három éven át ismételtek. 1978-ban egy újabb verziót forgattak (részben a Szentföldön). A BBC 1955 decemberében saját változatot sugárzott, amit szintén többször ismételt. 1996-ban Menotti maga rendezett egy újabb filmfelvételt. A színpadi előadás lehetőségére a szerző már a komponáláskor gondolt, a mű változtatás nélkül szcenírozható. Ebben a formában 1952. február 21-én, Bloomingtonban mutatták be, ismét Schippers vezényletével. Azóta a világon az egyik legtöbbet játszott 20. századi opera lett, amatőr és hivatásos társulatok egyaránt játsszák, főként a decemberi keresztény ünnepek idején.
Játékideje 46–52 perc. (Színpadon egy felvonás.)

## Keletkezése

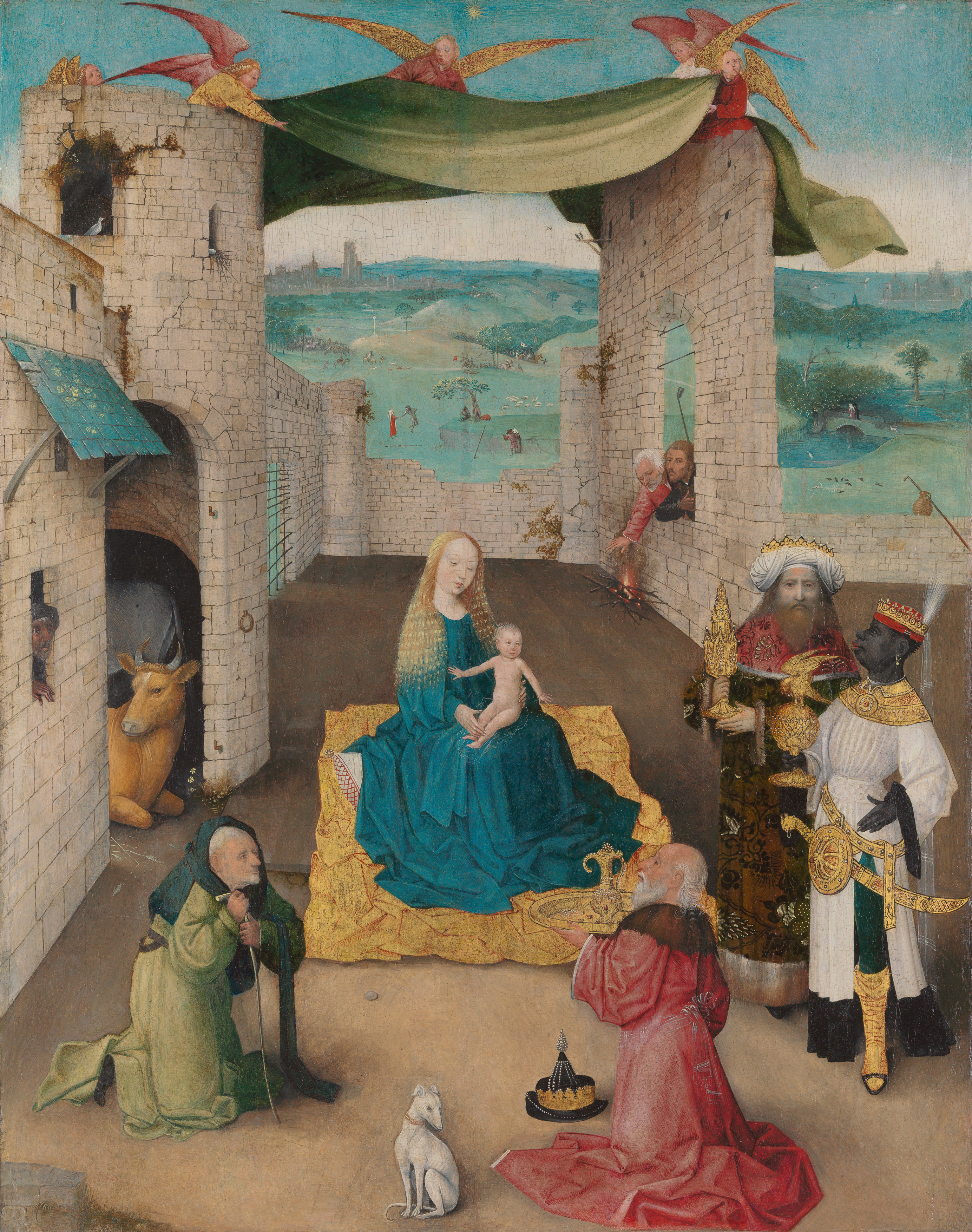
Hieronymus Bosch: Királyok imádása (1470–75 körül)

Menottit 1950-ben bízta meg az NBC tv-társaság kimondottan képernyőre szánt opera megírásával. Nehezen talált témát, végül a New Yorkban kiállított Hieronymus Bosch-festmény, a Királyok imádása adta neki az ötletet az újszövetségi tárgyú darab komponálásához. Ehhez járultak a gyermekkori emlékek: az olasz (és általában a neolatin nyelvű országokban elterjedt) karácsonyi szokás, ami szerint az ünnep a december 24-éről 25-ére virradó éjjel, az ajándékot hozó három királyok látogatásával köszönt be. (Teljesen eltér a Csajkovszkij Diótörőjében vagy Massenet Wertherében ábrázolt német fenyőfás karácsonytól.) A főhős, Amahl sántaságát is saját, kisfiúként átélt lábproblémája sugallta, ami egy kegyhely meglátogatása után javult.
Az időzavarba került Menottinak élettársa, Samuel Barber segített a hangszerelésben.

## Szereplők

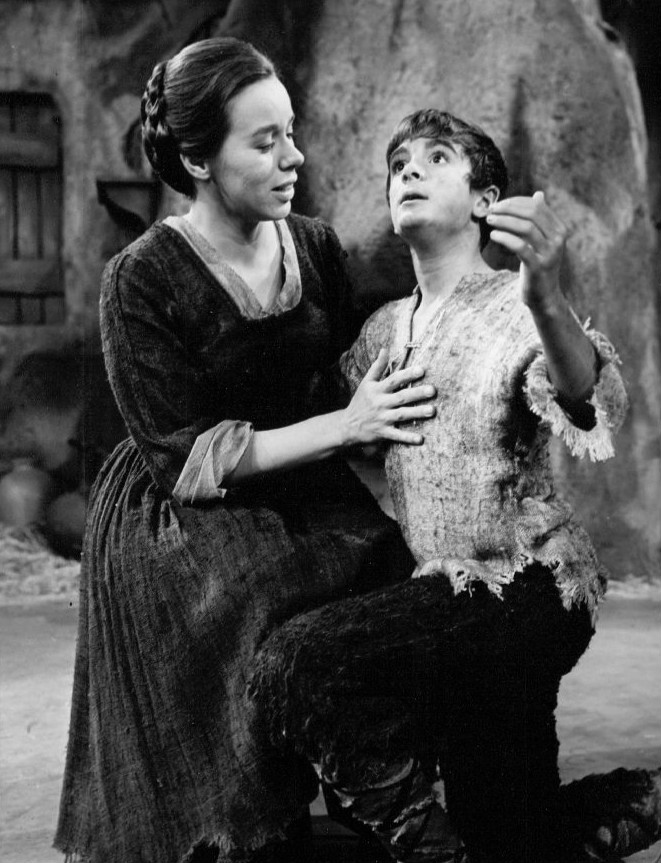
Az anya és Amahl az 1963-as változatból

- Amahl, 12 év körüli sánta fiú (fiúszoprán)
- Az anyja (szoprán)
- Gáspár, király, nagyothall (tenor)
- Menyhért, király (bariton)
- Boldizsár, király (basszus)
- Az apród (basszus)

Pásztorok, falusiak (vegyeskar)
[Három pásztor] (táncosok)

## Hangszerelés
1 fuvola, 2 oboa, 1 klarinét, 1 fagott, 1 kürt, 1 trombita, ütők (két játékos), 1 hárfa, 1 zongora, vonósok. (Létezik a műnek két zongorára átírt változata is.)

## Cselekménye
Hely: Betlehem közelében
Idő: az 1. század kezdete
Késő este van. Amahl szegényes viskójuk előtt ül és az eget kémleli. Özvegy édesanyja egyre türelmetlenebbül hívja lefeküdni, de a fiú csak a veréssel fenyegetés után hajlandó bemenni a házba. Amahl csodás égi jelenésekről beszél, arról, hogy házuk fölött hatalmas ragyogó csillagot látott. Anyja azt hiszi, ez is olyan hazugság, mint a fiú régebbi történetei. Inkább szegénységükről szól: nincs mit enni, nincs mivel fűteni. Amahl folyvást a csillagról beszél, anyja azt hiszi, az éhségtől vannak látomásai. Kitör a sírás belőle, attól tart, koldulni kell küldenie fiát. Szomorúan térnek nyugovóra.
Vidáman énekelve közeledik a három király, nyomukban az apródjuk. A viskóhoz érve kopogtatnak. A fiú sántikál az ajtóhoz, és alig hisz a szemének, mikor egy királyt lát maga előtt. Lassan észreveszi, hogy többen vannak. Hívja anyját, nézze meg ő is, de az újabb hazugságnak tartja a dolgot, ám végül mégis odajön az ajtóhoz. A királyok egy kis pihenőre kérnek bebocsáttatást. Az anya rettentő zavarba jön, alig tud szólni, de beengedi az előkelő vendégeket. Nem tudja mivel megkínálni őket, de a királyok megnyugtatják: rövid ideig maradnak, mert nem akarják szem elől veszteni az őket vezető csillagot. Míg az anya tűzifáért megy, Amahl faggatja a királyokat: hol laknak, tényleg királyi vérük van-e. Különösen kíváncsivá teszi Gáspár csodálatos dolgokkal teli ládikája. A visszatérő anya megfeddi Amahlt, amiért zavarta a királyokat. Elküldi a fiút a többi pásztorhoz, azzal a kéréssel, hogy hozzanak, amit tudnak az előkelő vendégeknek. A királyok faggatják az anyát, tud-e valamilyen csodálatos gyermekről, mert neki viszik a sok ajándékot. Feleletként Amahlt mondja csodálatos fiúnak.
A környékből összesereglett pásztorok gyümölcsöt hoznak, dallal, tánccal szórakoztatják a királyokat, majd távoznak. Az anya drágakövet kér Gáspártól, ami meggyógyítaná a fiát, de olyan nincs. Lassan elalszik a három vendég, az anya pedig ott áll a kincseknél, és tépelődik, vegyen-e belőlük. Végül belemarkol az aranyba „a gyermekemért! a gyermekemért!” Erre felriad az apród, és kiabálására a királyok is magukhoz térnek. Dulakodás kezdődik, az előkerülő Amahl anyja védelmére kel: „nem csinált semmi rosszat”. Menyhért végül azt mondja, tartsák meg az aranyat, akinek vinnék, annak csak a szeretet fontos. Amahl felajánlja maga készítette mankóját ajándékul a gyermeknek, „ki tudja, tán szüksége lesz rá”. Ekkor csoda történik: a fiú lába meggyógyul, fürgén lépked a szobában. A három uralkodó a most született királytól jövő jelnek tartja a csodát. Kérik a fiút, engedje, hogy megérintsék. Amahl nehezen, de beleegyezik, hiszen, már meg tudja védeni magát, már egészséges. Szeretné személyesen átadni a mankót az újszülöttnek, az anya is belátja, hogy az lesz a legjobb, ha fia maga köszöni meg a csodát. A királyok örülnek, hogy velük jöhet Amahl, s a kis csapat vidáman hagyja el a házat. Csak az – immár az örömtől – könnyező anya marad.

## Diszkográfia
- Ike Hawkersmith (Amahl), Kirsten Gunlogson (Anya), Dean Anthony (Gáspár), Todd Thomas (Menyhért), Kevin Short (Boldizsár); Nashville-i Szimfonikusok Énekkara, Chicagói Szimfonikusok Énekkara, Nashville-i Szimfonikus Zenekar, vezényel: Alastair Willis (2006) Naxos 8.669019